# Arturo Marpicati
Arturo Marpicati (Ghedi, 1891. november 9. — Róma, 1961. augusztus 11.) olasz író, esszéista, költő, politikus, az olasz fasiszta direktórium egyik vezető tagja.

## Pályafutása
Tanulmányait a firenzei egyetem bölcsészkarán végezte. Az első világháború idején tüzérszázadosként szolgált, Gabriele D’Annunzio oldalán fiumei légionárius volt. Első feltűnést keltő kötete Liriche di guerra ('Háborús versek', 1918) címmel jelent meg. Az Accademia d'Italia kancellárja és a fasiszta párt római központjában a párt helyettes titkára volt, valamint vezetője a fiatal fasiszták szövetségének. Budapesten is tartott előadást, magyar nőt vett feleségül. La coda di Minesse c. regénye magyarul is megjelent Haditörvényszék címmel Révay József fordításában.

## Művei
- Liriche di guerra ('Háborús versek', 1918)
- Piccolo romanzo di una vela ('Kis regény egy vitorláról', 1922)
- Il dramma politico d'Ugo Foscolo ('Ugo Foscolo politikai drámája', 1927)
- Passione politica di Giosué Carducci ('Giosué Carducci politikai szenvedélye', 1935)
- Quando la sereno ('Mikor az ég kiderül', 1937)
- La coda di Minesse ('Minósz farka', 1925)
- Nella vita del mio tempo ('Korom életében', esszék, 1934)
- Saggi di letteratura ('Irodalmi tanulmányok', 1934)
- Questi nostri occhi ('Szemünk', 1953)
- Sole sulle vecchie strade ('Napsütés a régi utcákon', 1956)
- ...e allora non dimenticare ('...és aztán ne feledd', tanulmány, 1961)